# Passalora concors
Espèce
Passalora concors est une espèce de champignons ascomycètes phytopathogènes, responsable de la cercosporiose de la pomme de terre.

## Synonymes[1]
- Cercospora concors (Casp.) Sacc., (1886),
- Fusisporium concors Casp., (1855),
- Mycovellosiella concors (Casp.) Deighton, (1974).